# Centromerus subcaecus
Centromerus subcaecus är en spindelart som beskrevs av Kulczynski 1914. Centromerus subcaecus ingår i släktet Centromerus och familjen täckvävarspindlar. Inga underarter finns listade i Catalogue of Life.